# Gobain de Voas
Pour les articles homonymes, voir Saint-Gobain (homonymie).
Gobain de Voas est un moine d'origine irlandaise, disciple de saint Fursy de Péronne. Considéré comme saint par l’Église catholique, il est fêté le 20 juin sous le nom de saint Gobain.

## Biographie
Il aurait quitté Burgh Castle dans le Norfolk pour suivre saint Fursy en France. Selon certains, il aurait séjourné à l'abbaye Saint-Vincent de Laon ou à Corbeny, avant de s'installer dans un ermitage dans la forêt de Voas, près de l'actuelle Saint-Gobain. Là, il aurait fait jaillir une source à proximité, en enfonçant son bâton de pèlerin dans le sol. 
Il fut décapité par des maraudeurs en 670, et enterré dans son oratoire, devenu lieu de pèlerinage. 
Il donna son nom à cette forêt de Voas située dans l'actuel département de l'Aisne. Cette forêt fut le site d'un développement industriel et elle donna son nom à une compagnie verrière : l'actuelle compagnie Saint-Gobain. 
Il serait l'un des frères de saint Wasnon de Condé.

### Article lié
- Église Saint-Gobain de Saint-Gobain